# La Vineuse
La Vineuse foi uma comuna francesa na região administrativa de Borgonha-Franco-Condado, no departamento Saône-et-Loire. Estendia-se por uma área de 15,87 km². Em 2010 a comuna tinha 672 habitantes (densidade: 42,3 hab./km²).
Em 1 de janeiro de 2017, passou a formar parte da nova comuna de La Vineuse sur Fregande.